# Eloy Martín
Eloy Martín (Comodoro Rivadavia, Chubut, 22 de enero de 1980) es un exjugador de baloncesto argentino que se desempeñaba en la posición de base. Excepto por un breve paso por la segunda división del baloncesto italiano, desarrolló toda su carrera como profesional en su país. Fue también miembro de los seleccionados juveniles de baloncesto de Argentina.

## Trayectoria

### Clubes
| Club                  | País      | Año         |
| --------------------- | --------- | ----------- |
| Gimnasia y Esgrima    | Argentina | 1996 - 2003 |
| Virtus Bologna        | Italia    | 2003 - 2004 |
| Libertad de Sunchales | Argentina | 2004        |
| Gimnasia y Esgrima    | Argentina | 2004 - 2005 |
| Argentino de Junín    | Argentina | 2005 - 2006 |
| Gimnasia y Esgrima    | Argentina | 2006 - 2007 |
| Regatas San Nicolás   | Argentina | 2007 - 2008 |
| 9 de Julio            | Argentina | 2008 - 2009 |

## Selección nacional
Martín integró los seleccionados juveniles de baloncesto de Argentina, destacándose como parte de la camada que participó del Campeonato Mundial de Baloncesto Sub-21 Masculino de 2001, en la que también estaban Luis Scola, Carlos Delfino y Federico Kammerichs entre otros.